# 方俊 (1969年)
方俊（英語：Aman Fong，1969年6月12日—），香港男歌手，歌手經理人，曾接受正統聲樂訓練，修畢聲樂系師範資格，曾擔任聲樂老師。擅長演繹粵語、國語、英語、山歌、黃梅調及閩南歌曲。80年代曾灌錄無數卡拉OK大碟任幕後示範代唱。熱衷演藝，舞台經驗豐富。現任恩師張偉文監護人及經理人，尊師重道，為人重情重義。亦同時擔任新加坡歌手麗莎經理人。2023年參加由內地首次舉辦《全國網絡歌手大賽》成功打入最後四強，奪得全國殿軍及《最佳人氣獎》。回港後獲恩師張偉文稱讚：「叻！我冇睇錯人，恭喜方俊」。
2024年1月自資推出人生首支廣東單曲『鼓舞』，為樂壇注入正能量。4月舉行人生首個個人演唱會《維港口腔呈獻方俊燃亮愛演唱會》，以歌聲燃點愛心及希望，口啤載道，大獲好評。8月獲得【第三屆中國表演藝術獎】頒發《全國十佳表演》。

## 簡介
方俊曾接受正規聲樂訓練，亦曾任職聲樂教師。
- 1990年獲得海燕藝術學院紅白歌唱大賽總冠軍。
- 2007年開始獲邀擔任歌手演唱會中演出嘉賓 - 甄妮、靜婷、張偉文、楊燕、麗莎、方麗盈、尹光、吳鶯音、姚煒及區瑞強等等。
- 2016年，獲電視廣播有限公司監制潘嘉德引薦成為TVB特約演員，演出超過30部劇集，其中包括《愛·回家之開心速遞》[19]、《踩過界》、《使徒行者》、《智能愛人》、《逆天奇案》、《白色強人》、《陀槍師姐》…等等。而電視劇《智能愛人》中的Andy哥最為觀眾熟悉。
- 2017年開拓演藝幕後工作： 擔任歌手服裝形象設計師 - 靜婷、麗莎、方麗盈及張偉文。 擔任歌手顧問 - 張偉文及麗莎。
- 2020年經環星娛樂協助，參加IFPI音樂永續計劃，推出首支單曲《木頭人》及出演網上節目《星級靚聲演唱廳》及《Sing星K歌隨你唱》。
- 2022年於環星娛樂官方YouTube頻道開設個人歌唱節目《歲月如歌》[20]。
- 2023年參加由國內首次舉辦《全國網絡歌手大賽》成功打人最後四強，勇奪全國殿軍及《最佳人氣獎》。回港後獲恩師張偉文稱讚：「叻！我冇睇錯人，恭喜方俊」。
- 2023年底開設方俊官方YouTube頻道[21]，頭炮推出直播音樂節目《星星相識》[22][23]，每集請來不同嘉賓，以歌會友方式為大家送上好歌。每集有不同嘉賓包括張偉文、方麗盈、Eddie彭廸安、Twiggy奇哥、湯俊明、陳思齊、王美蘭等。 方俊官方YouTube 頻道除設音樂節目外，更有龍年特備節目 《七師傅龍年神機妙算》 七師傅走入方俊屋企，方俊更為七師傅下廚煮齋菜[24]、《龍年豐衣足食》方俊與韋家雄、戴耀明、張本立同大家講飲講食。
- 2024年自資推出首支個人廣東單曲《鼓舞》， 歌曲創作班底大有來頭，由資深音樂總監陳永明（Leo）監制、作曲朱敏希（KW）、填詞人劉卓輝係Beyond最強合作填詞人、編曲陳子龍（Julian）不時與謝霆鋒、蕭敬騰、李克勤等歌手合作。《鼓舞》歌詞更為方俊度身訂造，唱出他自強不息的心聲，人到中年仍然不會放棄，堅持要在事業上給自己一個突破。 MV內更出現張偉文、Eddie彭廸安、陳思齊及Twiggy奇哥友情客串，張偉文特地為愛徒出山，運用超級靚聲加持和唱「dance with you walk with you」，為歌曲增添色彩。[7][8][9]
- 2024年4月15日於北角新光戲院大劇院舉行首個個人演唱會《維港口腔呈獻方俊燃亮愛演唱會》，獲恩師「靚聲王」張偉文在台上力撐，師徒合唱一曲《每當變幻時》，張偉文不停流淚，方俊和他相擁哭過不停，場面感人[10][11][12]；姚煒則以特別嘉賓身份上台獻花，至於方麗盈、王美蘭及新加坡歌后麗莎則助陣演出[13]。方俊更藉著今次個唱給予視障人士發揮才華平台，邀得香港盲人輔導會轄下 The Cheers 樂隊合唱《We Can Overcome》，讚揚視障朋友正面樂觀態度值得敬佩[13][14][15]。當方俊為大家送上全新歌曲「鼓舞」時，方俊與一班美少女中學生勁歌熱舞，美少女中學生與現場觀眾紛紛為方俊喝采及歡呼，方俊首次在台上載歌載舞，驚喜連場[16][17]。
- 2024年6月7日方俊聯同新加坡殿堂級粵語歌天后麗莎在元朗舉行《麗莎‧方俊齊賀端陽演唱會》，演唱會由音樂總監梁榮智及專業大樂隊現場伴奏，方俊與麗莎全晚合共唱出30多首經典金曲，在場人士聽得如痴如醉，各人分別換上3套歌衫，絕不欺場。 方俊開演唱會恩師張偉文有來撐場。張偉文精神奕奕、與在場粉絲有講有笑，仲不停係咁食。每次見到徒弟上台表演，眼角總會流露幾分甜笑，相信對徒弟方俊舞台表現非常滿意[25]。 方俊愛心滿滿，安排了近百名照顧者及家屬及獨居長者出席演唱會及晚宴，方俊在台上以照顧者身份表示：「今次藉着演唱會，希望用我微薄力量呼籲大眾多些關懷照顧。」 方俊身體力行，照顧恩師張偉文之餘，更希望將愛心及關懷傳遍社會，為社會出點力以及答謝粉絲們對他『有情有義』稱呼。
- 2024年8月方俊獲得【第三屆中國表演藝術獎】頒發《全國十佳表演》，表揚他「正能量榜樣做出貢獻」[18]。

## 曾演出場地
香港 - 紅磡體育館、九龍灣會展中心Star Hall, 香港文化中心、香港伊利沙伯體育館。
中國及東南亞 - 廣州天河體育館、馬來西亞雲頂、台灣小巨蛋、Singapore Indoor Stadium。
以及其他外國演出場地。

## 興趣
烹飪、插花、設計首飾品、設計皮革制品、飼養小動物。

## 音樂作品

### 單曲
- 2020年：木頭人 （「音樂永續」作品，翻唱甄妮歌曲）
- 2024年： 鼓舞 （全新勵志歌曲）

### 專輯
- 2022年：《友情有義流行經典紀念專輯》（與張偉文合唱）

### 派台歌曲成績
| 派台歌曲成績（五台） | 派台歌曲成績（五台） | 派台歌曲成績（五台） | 派台歌曲成績（五台） | 派台歌曲成績（五台） | 派台歌曲成績（五台） | 派台歌曲成績（五台） | 派台歌曲成績（五台） |
| -------------------- | -------------------- | -------------------- | -------------------- | -------------------- | -------------------- | -------------------- | -------------------- |
| 唱片                 | 歌曲                 | 903                  | RTHK                 | 997                  | TVB                  | ViuTV                | 備註                 |
| 2024年               |                      |                      |                      |                      |                      |                      |                      |
|                      | 鼓舞                 | -                    | 18                   | -                    | 17                   | -                    | 首支派台歌曲         |

| 各台冠軍歌總數（五台） | 各台冠軍歌總數（五台） | 各台冠軍歌總數（五台） | 各台冠軍歌總數（五台） | 各台冠軍歌總數（五台） | 各台冠軍歌總數（五台） |
| ---------------------- | ---------------------- | ---------------------- | ---------------------- | ---------------------- | ---------------------- |
| 903                    | RTHK                   | 997                    | TVB                    | ViuTV                  | 備註                   |
| 0                      | 0                      | 0                      | 0                      | 0                      | 五台冠軍歌總數：0      |

- （*）上榜中
- （-）未能上榜
- （×）沒有派往該台

### 曾參與演唱會
| 年份       | 演唱會                           | 地點                               | 參與角色           |
| ---------- | -------------------------------- | ---------------------------------- | ------------------ |
| 2007       | 靜聽·靜婷50年演唱會              | 九龍灣國際展貿中心 Star Hall       | 表演嘉賓           |
| 2009       | 靜婷最激50年演唱會               | 香港紅磡體育館                     | 表演嘉賓           |
| 2009       | 小調格格-琪朗美麗人生演唱會      | 香港文化中心                       | 表演嘉賓           |
| 2011       | 香港酒廊輝煌歲月演唱會           | 香港文化中心                       | 演出歌手           |
| 2015       | 張偉文「文歌聞聲」巡迴演唱會     | 香港文化中心                       | 表演嘉賓           |
| 2015       | 寶島歌后楊燕 - 情牽蘋果花演唱會  | 香港文化中心                       | 表演嘉賓           |
| 2018       | 麗莎多倫多巡迴演唱會             | 加拿大多倫多                       | 表演嘉賓           |
| 2018       | 張偉文沿途有你2018巡迴演唱會     | 香港文化中心                       | 表演嘉賓           |
| 2021、2022 | 張偉文友情有義演唱會             | 香港文化中心、沙田大會堂、元朗劇院 | 演出歌手、形象設計 |
| 2024       | 維港口腔呈獻方俊燃亮愛演唱會2024 | 新光戲院大劇場                     | 首個個人演唱會     |

### 網上音樂節目
- 《星級靚聲演唱廳》
- 《Sing星K歌隨你唱》
- 《歲月如歌》
- 《星星相識》

## 外部連結
- 環星娛樂 （页面存档备份，存于）
- 方俊 YouTube 頻道 （页面存档备份，存于）
- 方俊 Facebook 個人檔案
- 方俊 Instagram